# Інколи вони повертаються (фільм)
«Інколи вони повертаються» (англ. Sometimes They Come Back) — американський фільм жахів 1991 року режисера Тома Маклафліна, знята за однойменним оповіданням Стівена Кінга.

## Сюжет
Центральний персонаж містичної історії на ім'я Джим Норман змушений протягом довгого часу згадувати всі жахи найстрашнішої трагедії, що сталася в далекому дитинстві. Тоді він став свідком вбивства старшого брата, а потім і самих негідників, які відняли у дитини життя. Після цього Джим разом з батьками покинув місто, щоб заново влаштуватися на новому місці і спробувати пережити настільки непоправну гірку втрату.
Йшли роки, Норман виріс і вже обзавівся власною сім'єю. Разом зі своїми близькими він вирішує повернутися в рідні краї, проте поступово в його спокійне і розмірене життя повертаються привиди минулого в особі покійних вбивць. Але чи дійсно це живі мерці або всього-на-всього спогади, що існують тільки в голові Джима?
Кожен закуток і предмет нагадують головному герою про ту страшну трагедію. Щоб відволіктися від неприємних думок, він влаштовується на роботу викладачем в місцеву школу, але змушений зіткнутися з нерозумінням громадськості. Любов до своїх близьких, бажання побороти свої страхи і знову зіткнутися з ними віч-на-віч спонукають Джима боротися до кінця.

## У ролях
| Актор             | Роль               |
| ----------------- | ------------------ |
| Тім Метісон       | Джим Норман        |
| Брук Адамс        | Саллі Норман       |
| Роберт Раслер     | Річард Лоусон      |
| Кріс Діметрал     | Вейн Норман        |
| Роберт Гай Гормен | Скотт Норман       |
| Вільям Сандерсон  | Карл Мюллер        |
| Ніколас Седлер    | Вінні Вінсент      |
| Бентлі Мітчем     | Девід Норт         |
| Метт Нолан        | Білл Стернс        |
| Тіша Валенца      | Кейт               |
| Чедд Найрджис     | Чіп                |
| Тімоті Грем       | шеф поліції Паппас |
| Тімоті Грем       | директор Сіммонс   |
| Дункан МакЛеод    | офіцер Ніл         |
| Ненсі МакЛафлін   | доктор Бернарді    |